# Ottiwell Hollinshed
Ottiwell Hollinshed (também Ottuell e também Holinshed) MA (fl. 1550) foi um cónego de Windsor de 1550 a 1554 e um Fellow de Trinity College, Cambridge.

## Família
Filho de Hugh Holinshed, ele casou-se com Margaret, filha de Henry Harden de Ascot.

## Carreira
Ele foi educado no Christ's College, Cambridge e formou-se BA em 1541 e MA em 1544.
Ele foi nomeado um dos Fellows de Trinity College, Cambridge, pela carta de fundação de 19 de dezembro de 1546.
Ele foi nomeado para a quinta bancada na Capela de São Jorge, Castelo de Windsor em 1550, e ocupou a posição canônica até 1554.